# Beiyang-Armee
Die Beiyang-Armee (Nordmeerarmee) war ein Großverband im Kaiserreich China und der frühen Republik China. Sie wurde als Reaktion auf die Niederlage im Ersten Japanisch-Chinesischen Krieg von Yuan Shikai nach westlichem Modell aufgestellt. Die Armee spielte eine entscheidende Rolle in der Xinhai-Revolution und war bis zu Yuan Shikais Tod seine Machtbasis. Im weiteren Verlauf gingen aus der Beiyang-Armee die Nördlichen Kriegsherren (Warlords) hervor.

## Hintergrund
Bereits im Bürgerkrieg gegen die Taiping-Rebellion wurden neben dem bisherigen Militärwesen von mit der Aufstandsbekämpfung betrauten Heerführern regionale Streitkräfte aufgebaut. Diese waren nicht direkt westlichen Modellen nachempfunden, übernahmen jedoch einige Organisationsformen. Die Anhui-Armee von Zeng Guofan und die Huai-Armee von Li Hongzhang trugen die Last der entscheidenden Kämpfe gegen die Rebellen. Danach verhinderte die politische Führung der Mandschu-Dynastie eine weitere Modernisierung und Innovation der Streitkräfte, weil sie diese als Quelle eines möglichen Aufstands der Han gegen ihre Herrschaft ansah.

## Militärische Modernisierung
Nach der Niederlage des Kaiserreichs im Ersten Japanisch-Chinesischen Krieg gegen die nach westlichem Muster aufgebauten Kaiserlich Japanischen Streitkräfte versuchte die politische Führung Chinas mit der Selbststärkungsbewegung den technologischen und organisatorischen Rückstand gegenüber Japan und dem Westen zu verringern. In diesem Rahmen wurden als Neue Armeen (Xinjun) auch erstmals nach westlichem Muster strukturierte Heereseinheiten aufgestellt. Zhang Zhidong stellte in Hubei eine solche Armee auf. Yuan Shikai, der als Nachfolger von Li Hongzhang die zentrale Machtposition in Nordchina innehatte, tat dasselbe. Der Name der Armee leitet sich von dem ihm übertragenen Verwaltungsprovinzen in Nordostchina Hebei, Shandong und Liaoning, die oft unter dem Begriff Beiyang (dt. Nordmeer) subsumiert wurden.
Die 1897 in Zhili aufgestellte Armee Yuan Shikais umfasste zu Beginn 7.000 Mann und wurde von deutschen Instrukteuren geschult. Der Boxeraufstand brachte eine erneute militärische Demütigung für China. Die Befehlshaber der Neuen Armeen konnten ihre Truppen aus den Gefechten heraushalten. 1901 brachte Kaiserinwitwe Cixi weitreichende Reformen auf den Weg, die auch das Militärwesen betrafen. Yuans Neue Armee wurde in Beiyang-Armee umbenannt und für die Sicherung Nordchinas ausgebaut. 1904 fasste die Qing-Regierung den Plan das Heer nach westlichem Vorbild aus den vorhandenen modernen auf Provinzebene organisierten Neuen Armeen zu einem zentralisierten Heer mit modernen Institutionen auszubauen. Der Plan sah für 1922 ein Heer von 450.000 Mann organisiert in 36 Divisionen vor.
1906 umfassten die Beiyang-Armee 5 Divisionen mit 50.000 Soldaten. Zhang Zhidongs Armee in Hubei umfasste eine Division.

## Politische Rolle
1905 gründete Sun Yat-sen im japanischen Exil den Schwurbund, mit dem Ziel die Qing zu stürzen und in China einen modernen Nationalstaat zu errichten. Er fand unter Offizieren der Neuen Armeen auch einige Anhänger und Unterstützer. Der Wuchang-Aufstand der Neuen Armee von Hubei war der Auslöser zur Xinhai-Revolution. In dieser bekämpfte die Beiyang-Armee zunächst die antimonarchistischen Rebellen. Yuan Shikai einigte sich schließlich mit Sun auf einen Sturz der Qing und wurde mit Suns Hilfe erster Präsident der Republik China.
Die Beiyang-Armee bildete die militärische Machtbasis für die politische Eigenständigkeit der Nördlichen Kriegsherren in der auf Yuans Tod 1916 folgenden Warlordära der Republik. Nach der Niederlage der Anhui-Clique im Zhili-Anhui-Krieg 1920 wurde die Beiyangarmee aufgelöst. Ihr Personal fand sich auf den verschiedenen Seiten der Nördlichen Militaristen wieder. Nachdem sich diese in gegenseitigen Kämpfen aufgerieben hatten, konnte die Nationalrevolutionäre Armee unter Chiang Kai-shek diese in der Nordexpedition 1926–27 zerschlagen.